# Лиманский (Краснодарский край)
Лиманский — посёлок в Брюховецком районе Краснодарского края.
Входит в состав Чепигинского сельского поселения.

## География
Расположен на берегу Лебяжьего лимана.

### Улицы
- пер. Школьный,
- ул. Красная,
- ул. Молодёжная,
- ул. Набережная,
- ул. Шоссейная.

## Население
| 2002 | 2010 |
| ---- | ---- |
| 474  | ↗510 |